# Sartorius
Sartorius (Sartoryusz de Szwanenfelt, Sartorius de Schwanenfeld) – polski herb szlachecki. Herb własny rodziny Sartoryuszów.

## Opis herbu

### Opis historyczny
Juliusz Karol Ostrowski blazonuje herb następująco:

Na tarczy czterodzielnej, w polach I i IV złotych — głowa murzyńska z przepaską srebrną na głowie; w II i III czerwonych — na zielonej murawie łabędź srebrny. Nad hełmem w koronie— łabędź z rozpostartemi skrzydłami. Labry z prawej czarne podbite złotem, z lewej czerwone podbite srebrem.

### Opis współczesny
Opis skonstruowany współcześnie brzmi następująco:
Na tarczy czterodzielnej, w I i IV polu złotym głowa murzyna z przepaską srebrną na głowie; w II i III czerwonych —  łabędź srebrny na zielonej murawie.
W klejnocie – nad hełmem w koronie – łabędź z rozpostartymi skrzydłami.
Labry herbowe z prawej strony czarne, podbite złotem, z lewej strony czerwone, podbite srebrem.

## Geneza
Według Juliusza Ostrowskiego, herb Sartorius został nadany w 1779 oraz potwierdzony 17 lipca 1792 roku przez Stanisława Augusta Poniatowskiego. Jego herbownymi byli bracia Ernest i Andrzej Sartoryusz de Szwanenfelt.
Herb znajduje się na mauzoleum na cmentarzu w Sartowicach, gdzie pochowani są członkowie rodów Sartorius von Schwanenfeld oraz von Schwerin .

## Herbowni
Informacje na temat herbownych w artykule sporządzone zostały na podstawie wiarygodnych źródeł, zwłaszcza klasycznych i współczesnych herbarzy. Należy jednak zwrócić uwagę na częste zjawisko przypisywania rodom szlacheckim niewłaściwych herbów, szczególnie nasilone w czasie legitymacji szlachectwa przed zaborczymi heroldiami, co zostało następnie utrwalone w wydawanych kolejno herbarzach. Identyczność nazwiska nie musi oznaczać przynależności do danego rodu herbowego. Przynależność taką mogą bezspornie ustalić wyłącznie badania genealogiczne.
Pełne listy herbownych nie są dziś możliwe do odtworzenia, także ze względu na zniszczenie i zaginięcie wielu akt i dokumentów w czasie II wojny światowej (m.in. w czasie powstania warszawskiego w 1944 spłonęło ponad 90% zasobu Archiwum Głównego w Warszawie, gdzie przechowywana była większość dokumentów staropolskich). Nazwisko znajdujące się w artykule pochodzi z Herbarza polskiego, Tadeusza Gajla. Występowanie danego nazwiska w artykule nie musi oznaczać, że konkretna rodzina pieczętowała się herbem Sartorius. Często te same nazwiska są własnością wielu rodzin reprezentujących wszystkie stany dawnej Rzeczypospolitej, tj. chłopów, mieszczan, szlachtę. Herb Sartorius jest herbem własnym, wiec do jego używania uprawniona jest zaledwie jedna rodzina:
|  | Sartoryusz (Sartoryusz de Szwanenfelt) Tadeusz Gajl, Herbarz Polski |